# 용현지하차도 (인천)
용현지하차도는 인천광역시 미추홀구 용현동의 인주대로 도로 선상에 가설된 왕복 4차선 짜리의 지하차도로, 총 연장은 79.45m, 너비도 역시 22m이다.

## 유래
해당 지하차도의 명칭은 당 지하차도가 세워진 지역이 인천 미추홀구 용현동이라는 이름에서 비롯되었다.

## 역사
용현지하차도는 1972년 경인고속도로가 개통되었을 당시 만들어진 인천광역시 최초의 지하차도로, 인천광역시가 경기도 인천시이던 시절, 경인고속도로를 지하로 관통시킨 지하차도이다. 1989년 12월 지하차도의 확장 공사에 돌입함에 따라, 1991년 4월에는 보행 지하도가 신설된 형태로 완공되어 오늘에 이른다.

## 현황
지하차도의 양쪽 출입구에는 전광판이 방향마다 하나씩 설치되어 있다. 해당 지하차도는 용일우편취급소 앞에서 출발하여 늘찬송교회 앞까지 연결되며, 높이가 4.5m를 초과시킨 차량의 통행이 금지된다. 지하도의 경우 너비 2m로 협소한 공간에 많이 배출되는 먼지까지 겹쳐져 있어 현재는 이용하고 있는 사람이 많지 않다. 높이 4.5m가 넘은 대형 차량이 우회할 수 있는 대체 도로로는 한나루로, 인하로, 용오로 순으로 이동하거나 혹은 경인로, 독정이로, 장천로 순으로 돌아가야 한다.

## 주변 시설
- 경인북길
- 경인남길 (인하대 나들목)
- 인천용일초등학교

## 같이 보기
- 지하차도
  - 고속종점지하차도
  - 문학지하차도